# 順德聯誼總會何日東小學
順德聯誼總會何日東小學（英語：S.T.F.A. Ho Yat Tung Primary School），是位於香港屯門區友愛邨的第五座小學校舍，由香港慈善團體順德聯誼總會在1983年成立。在屯門區中有同屬順德聯誼總會的順德聯誼總會譚伯羽中學、順德聯誼總會胡少渠紀念小學、順德聯誼總會梁銶琚中學及順德聯誼總會梁李秀娛幼稚園，位於屯門友愛邨及安定邨。而順德聯誼總會何日東小學的下午校已於2011年與順德聯誼總會胡少渠紀念小學的下午校合併遷至位於掃管笏的新校舍，並改名為順德聯誼總會李金小學，轉為以全日制授課。

## 参見
- 順德聯誼總會梁銶琚中學